# Правила секса (фильм)
«Правила секса» (англ. The Rules of Attraction — «Правила привлекательности») — комедийная драма 2002 года режиссёра Роджера Эвери по одноимённому роману американского писателя Брета Истона Эллиса.

## Сюжет
Действие происходит в вымышленном колледже Кэмден. В начале фильма три персонажа от своего лица описывают события во время вечеринки «Конец света». Лорен Хинд в состоянии алкогольно-наркотического опьянения знакомится со студентом кинофакультета из Нью-Йорка, который рассказывает ей о фильмах Тарантино. Они уединяются в комнате, где Лорен сразу засыпает. Она приходит в себя в неудобной позе и сожалеет, что её лишает девственности не Виктор, в которого она влюблена. Заметив студента кинофакультета, который сидит напротив и снимает её секс на камеру, она понимает, что сзади находится другой студент. Её недавний знакомый рекомендует товарищу приступить к анальному сексу. В комнату входят ещё два студента, в этот момент партнёра Лорен вырвало, и рвотные массы попадают ей на спину и голову, стекая на лицо.
Затем плёнка отматывается назад, и события излагаются от лица гея Пола Дентона, который принимает другого студента также за гея и приглашает его в комнату. После употребления экстази Пол начинает его целовать, однако тот избивает Пола, сопровождая свои действия оскорблениями. Плёнка вновь отматывается назад. Шон Бэйтман со следами избиения на лице, увидев, как Лорен уводит студента кинофакультета, рвёт некие письма. Он знакомится с другой девушкой и занимается с нею сексом.
Действие переносится на несколько месяцев назад. Шон получает письмо от неизвестной девушки, которая признаётся ему в любви. Являясь мелким наркоторговцем, Шон встречается с криминальным элементом Рупертом, которому должен три тысячи долларов. Он обязуется продавать кокаин на студенческих вечеринках по цене, превышающей рыночную.
Лорен в субботу утром направляется на семинар, в кабинете она находит спящего преподавателя Лэнса Лоусона и возвращается обратно. На обратном пути она сталкивается с Шоном. Из их беседы становится ясно, что она раньше встречалась с Полом. Лорен выражает надежду на новую встречу, и Шон решает, что это она отправляет ему любовные письма.
Лорен и её соседка по комнате Лара готовятся к вечеринке. На вечеринке Лара говорит Шону, что Лорен не придёт. Шон огорчён, к нему подходит Пол и приглашает покурить марихуану в его комнате. После их ухода появляется Лорен, которая ищет Шона. Её замечает преподаватель Лоусон и спрашивает, почему та пропустила его семинар. Лоусон уводит её в кабинет и предлагает сделать ему минет, намекая, что это не отразится на её оценках. Лорен вынуждена согласиться.
Пол с Шоном курят марихуану в комнате. Пол прикрывается подушкой и мастурбирует, представляя их секс. На следующей вечеринке Пол не может присутствовать из-за того, что его вызвала мать. Ему пришлось провести время с матерью-алкоголичкой, подругой матери и её сыном-гомосексуалом. Лара убеждает Шона, что он неинтересен Лорен, и завлекает его в постель. В это время незнакомая девушка вскрывает себе вены в ванной. Становится ясно, что это она отправляла любовные письма Шону. Лорен, обнаружив Шона и подругу в постели, весьма огорчена. Оправдываясь, Шон произносит фразу: «Я переспал с ней, потому что люблю тебя». Шон получает новое письмо от девушки, где она пишет, что это письмо последнее. Думая, что это письмо от Лорен, он последовательно и безуспешно пытается повеситься, вскрыть вены и отравиться.
Из Европы возвращается Виктор, он заказывает у Шона порцию наркотиков, отправив вместе с ним Митчелла. Руперт пытается их избить, однако им удаётся убежать. Шон просит прощения у Лорен, однако та направляется к Виктору и даёт понять, что не собирается встречаться с Шоном. Виктор не помнит Лорен, более того, в его постели находится Лара. Огорчённая Лорен уходит.
Пол на улице разговаривает с Шоном, пытаясь продолжить знакомство. После грубых ответов (Шон в точности повторяет слова Лорен) заплаканный Пол бросает в него снежок и убегает. Шона избивают Руперт с приятелем. Избитый Шон приходит на вечеринку «Конец света», с которой начался фильм. Протрезвевшая Лорен выходит на улицу, чтобы покурить, где встречает Пола, который спрашивает, она ли оставляла Шону любовные записки. Мимо них на мотоцикле проезжает Шон.

## Персонажи
- Шон Бэйтман — продаёт мелкие порции наркотиков, чтобы оплачивать обучение. Регулярно получает анонимные письма с признаниями в любви. Влюблён в Лорен.
- Лорен Хинд — студентка, влюблённая в Виктора. Ранее встречалась с Полом Дентоном. Рассматривает иллюстрированный справочник по венерическим заболеваниям, чтобы сосредоточиться на учёбе.
- Пол Дентон — гомосексуал. В фильме упоминается, что у него были платонические отношения с Лорен. Пытается завести знакомство с другими студентами, ошибочно принимая их за геев. Влюблён в Шона.
- Лара Холлеран — соседка Лорен по комнате. Заразила Виктора мононуклеозом. Позднее вышла замуж за сенатора и родила четверых детей.
- Виктор Джонсон — студент, в которого влюблена Лорен. Во время путешествия по Европе вступал в беспорядочные сексуальные связи с проститутками и случайными девушками. На его двери, когда он был с Лорой, висела записка о том, что у него плохие результаты анализов.
- Руперт Гест — агрессивный криминальный элемент, поставляет наркотики Шону.
- Митчелл Аллен — студент, оскорбивший Пола. Отправился вместе с Шоном за кокаином к Руперту.

## В ролях
| Актёр               | Роль           |
| ------------------- | -------------- |
| Джеймс Ван Дер Бик  | Шон Бэйтман    |
| Шэннин Соссамон     | Лорен Хинд     |
| Джессика Бил        | Лара Холлеран  |
| Иэн Сомерхолдер     | Пол Дентон     |
| Кейт Босворт        | Келли          |
| Кип Парду           | Виктор Джонсон |
| Клифтон Коллинз мл. | Руперт Гест    |
| Эрик Штольц         | Лэнс Лоусон    |
| Томас Йен Николас   | Митчелл Аллен  |

## Критика
На сайте Rotten Tomatoes картина имеет средний рейтинг 5.3/10 (58 положительных и 75 негативных отзывов). Роджер Эберт писал, что ему не понравился ни один из персонажей фильма, отметив неправдоподобность некоторых сцен.
Кассовые сборы в мире составили 11,8 млн долл. (в том числе 6,5 млн в США).

## Съёмки
Шон Бэйтман — брат Патрика Бэйтмана, персонажа романа «Американский психопат», который не появляется в фильме. В своём интервью Брет Истон Эллис сказал, что режиссёр предлагал сыграть роль Кристиану Бейлу, однако последний отказался. Тогда Эвери предложил роль самому писателю, который также отверг это предложение. Были сняты сцены с Каспером Ван Дином в роли Патрика, но они не вошли в окончательную версию фильма. Кристина Риччи отказалась от роли Лорен Хинд. Порноактёр Рон Джереми сыграл в фильме камео.
Монтаж фильма производился с помощью программного обеспечения Final Cut Pro. Имя режиссёра Роджера Эвери позднее использовалось в рекламной кампании программного продукта.
Персонаж Эрика Штольца, Лэнс Лоусон назван в честь бывшего владельца видеосалона Video Archives, где в 1980-е годы совместно работали Роджер Эвери и Квентин Тарантино. Фраза «ржавые трубы», которую произносит Лара, когда после вдыхания кокаина у неё потекла кровь из носа, встречается в сходной ситуации в другом фильме по роману Эллиса «Меньше, чем ноль».
Титры в конце фильма идут в обратном порядке.

### Рецензии
- Васильев А. Правила секса Архивная копия от 20 июня 2009 на Wayback Machine // «Афиша». 10 декабря 2002 г.